# Замиралов, Павел Васильевич
Павел Васильевич Замиралов (1918—1995) — старшина Рабоче-крестьянской Красной Армии, участник Великой Отечественной войн, Герой Советского Союза (1944).

## Биография
Родился 21 сентября 1918 года в деревне Замиралово Бобровской волости Ирбитского уезда Пермской губернии (ныне — деревня Ключевая  Байкаловский район Свердловской области).
После окончания семи классов школы работал дорожным мастером в селе Боград Хакасской Автономной области Красноярского края.
В октябре 1939 года призван на службу в Рабоче-крестьянскую Красную Армию. С августа 1942 года — на фронтах Великой Отечественной войны. К октябрю 1943 года гвардии красноармеец Павел Замиралов был понтонёром 2-го гвардейского отдельного моторизованного понтонно-мостового батальона 4-й понтонно-мостовой бригады 8-й гвардейской армии 3-го Украинского фронта. Отличился во время битвы за Днепр.
В ночь с 25 на 26 октября 1943 года Замиралов вместе со своим расчётом переправил на остров Хортица в черте Запорожья десант из 25 бойцов и командиров. В критический момент он принял на себя командование расчётом и успешно вывел понтон из-под вражеского огня и без потерь высадил десант на побережье. Следующей ночью Замиралов совершил ещё три рейса, переправив в общей сложности более 120 бойцов и командиров.
Указом Президиума Верховного Совета СССР от 22 февраля 1944 года гвардии красноармеец Павел Замиралов был удостоен высокого звания Героя Советского Союза с вручением ордена Ленина и медали «Золотая Звезда».
Участник Парада Победы 24 июня 1945 года в Москве. В коробке сводного полка 2-го Белорусского фронта прошёл по Красной площади. В мае 1946 года гвардии старшина Замиралов демобилизован.
Проживал в Свердловске. Похоронен на Широкореченском кладбище.
Был также награждён орденами Отечественной войны 1-й (06.04.1985) и 2-й (28.05.1945) степеней, орденом Красной Звезды (30.07.1943), рядом медалей.